# Des Moines, Iowa
Des Moines glavni je i najveći grad američke savezne države Iowa, u sredini Sjedinjenih Američkih Država od 203 433 stanovnika, metropolitanski Des Moines u kom su i gradovi West Des Moines, Urbandale i Pleasant Hill ima 569 633 stanovnika.

## Zemljopisne karakteristike
Des Moines leži na ušću rijeka Des Moines i Raccoon, udaljen 532 km zapadno od Chicaga i Velikih jezera.

## Etimologija imena mjesta
Podrijetlo imena grada Des Moines je i danas nepoznanica, postoji više teorija, po jednoj to je iskrivljeni francuski izgovor od indijanskog imena za istoimenu rijeku Des Moines, koju su oni zvali Moingona, po drugoj teoriji ime je proizašlo iz francuske riječi moyen (sredina)  jer se mjesto nalazilo na sredini između rijeka Missouri i Mississippi, a po trećoj ime grada vodi porijeklo od francuske riječi moines (redovnici), jer su redovnici Trapisti tu živjeli.

## Povijest
Des Moines izrastao je iz američke vojne utvrde - Fort Des Moines, podignute 1843. na ušću dviju rijeka da se zaštite indijanci Sauk i Fox. Njihova zaštita nije dugo trajala, jer je već 1845. kraj otvoren za nove doseljenike s istoka. Nakon tog se naselje brzo povećavalo, pa je 1851. dobilo status grada, a 1857. iz imena mu je izbačeno ono - fort, te iste godine postao je glavni grad Iowe umjesto dotadašnjeg Iowa Cityja.
Između 1910. – 1920. rast grada se rapidno ubrzao, kad su u njegovoj blizini pronađene velike količine ugljena.

## Privreda i školstvo
Današnji Des Moines je grad snažne industrije, gume (Firestone) i strojevi za poljoprivredu, ali i jaki financijski centar okrenut farmerima (osiguranje). Pored tog snažno je i izdavaštvo, koje je isto tako namijenjeno farmerima.
Grad je i snažni obrazovni centar; sveučilište Drake, osnovano 1881., Medicinski fakultet, osnovano 1898., College Grand View (1881.) i Poslovni college ABC (1921.)

## Vanjske poveznice
- Službene stranice grada (engl.)
- Des Moines na portalu Encyclopædia Britannica (engl.)